# فلاديمير ميليتيتش
فلاديمير ميليتيتش (بالسيريلية الصربية: Владимир Милетић) هو لاعب كرة قدم صربي في مركز الوسط، ولد في 5 مارس 2003 في بروس في صربيا. لعب مع نادي فويفودينا.

## وصلات خارجية
- فلاديمير ميليتيتش على موقع قاعدة بيانات كرة القدم.إي يو (الإنجليزية)
- فلاديمير ميليتيتش على موقع بيانات كرة القدم. دي إي (الألمانية)
- فلاديمير ميليتيتش على موقع Soccerbase.com (لاعب) (الإنجليزية)
- فلاديمير ميليتيتش على موقع Soccerway.com (الإنجليزية)
- فلاديمير ميليتيتش على موقع عالم كرة القدم.نت (الإنجليزية)